# Helen Hunt
Helen Elizabeth Hunt (Culver City, Kalifornija, 15. lipnja 1963.), američka glumica, scenaristica i redateljica. Oskarovka je i dobitnica nekoliko nagrada Emmy. 
Rođena je u Culver Cityju u Kaliforniji. Majka joj je bila fotografkinja, a otac glumac i redatelj. Odrasla je u New Yorku. Židovskog je i metodističkog porijekla. Na filmu se pojavila ranih 1970-ih i od tada je ostvarila šezdesetak uloga.
Prvo je počela kao dječja glumica, a kasnije se pojavljivala u humorističnim serijama i sporednim ulogama.
Najpoznatija je po ulozi u seriji Lud za tobom, koja joj je donijela 4 Emmya. Režirala je finale te serije.
Najpoznatiji su joj filmovi: Bratska krv, Brodolom života, Bolje ne može, Što žene žele, Twister. Pojavila se i u seriji Prijatelji. Glumački partneri bili su joj Mel Gibson, Patrick Swayze, Paul Reiser, Tom Hanks, Phillip Seymour Hoffman, i Jack Nicholson.
Hodala je s glumcima kao što su  Kevin Spacey i Hank Azaria (s njim je bila u braku godinu dana). U vezi s Matthewom Carnahanom bila je od 2001. godine i s njim ima kćer Makenu. Rastali su se 2017.
Za ulogu u filmu Bolje ne može osvojila je Oskara.

## Vanjske poveznice
- Helen Hunt u internetskoj bazi filmova IMDb-u (engl.)